# Етернітате (цвинтар)
Цвинтар «Етернітате» (рум. Cimitirul «Eternitatea», дос. «Вічність») — найбільший діючий цвинтар міста Ясси. Місце поховання багатьох відомих діячів Румунії та Молдови.
Цвинтар був відкритий для поховань 1 вересня 1876 року.

## Відомі люди, поховані на цвинтарі «Етернітате»
- Дімітріє Ангел (нар. 16 червня 1872 — пом. 13 листопада 1914) — румунський письменник і поет-символіст, автор політичних і сатиричних віршів, перекладач французької поезії.
- Сабін Белаша (нар. 17 червня 1932 — пом. 1 квітня 2008) — сучасний румунський художник.
- Музиченко Гавриїл Вакулович (нар. 20 березня 1847 — пом. 8 грудня 1903) — румунський композитор, педагог, хормейстер, музично-громадський діяч українського походження
- Джордже Топирчану (нар. 20 березня 1886 — пом. 7 травня 1937) — румунський поет, прозаїк, мемуарист і публіцист, член-кореспондент Румунської академії з 1936.
- Ґарабет Ібреіляну (нар. 23 травня 1871 — пом. 11 березня 1936) — румунський прозаїк, літературний критик, перекладач, мовознавець, історик літератури, соціолог, редактор. Професор Ясського університету (1908-1934). Доктор наук. Академік Румунської академії (посмертно в 1948).
- Барбу Стефанеску-Делавранча (нар. 11 квітня 1858, поблизу Бухареста — пом. 29 листопада 1918, Ясси) — румунський письменник, поет, публіцист, політичний діяч. Член Румунської академії (з 1912).
- Йон Крянґе (нар. 1 березня 1837 — пом. 31 грудня 1889) — румунський письменник і мемуарист, один із класиків румунської літератури.
- Едуард Кауделла (нар. 3 червня 1841 — пом. 15 квітня 1924) — румунський композитор, автор першої румунської народно-героїчної опери «Петру Рареш», присвяченої драматичному життю господаря Молдови XVI століття.
- Михаїл Коґелнічану (нар. 6 вересня 1817 — пом. 20 (1 липня) 1891) — румунський державний і політичний діяч, прем'єр-міністр і міністр закордонних справ Румунії, історик, письменник, публіцист, ідеолог і керівник румунської революції 1848.
- Анастасіе Пану (нар. 1810 — пом. 5 січня 1859) — господар (каймакам) Молдовського князівства (з жовтня 1858 по 5 січня 1859 року).
- Штефан Прокопіу (нар. 19 січня 1890 — пом. 22 серпня 1972) — румунський фізик, педагог, професор (1926), доктор фізико-математичних наук (1924), дійсний член Румунської академії (1955).
- Михаїл Черкез (нар. 8 червня 1839 — пом. 12 липня 1885) — румунський генерал, учасник війни за незалежність Румунії.

## Світлини

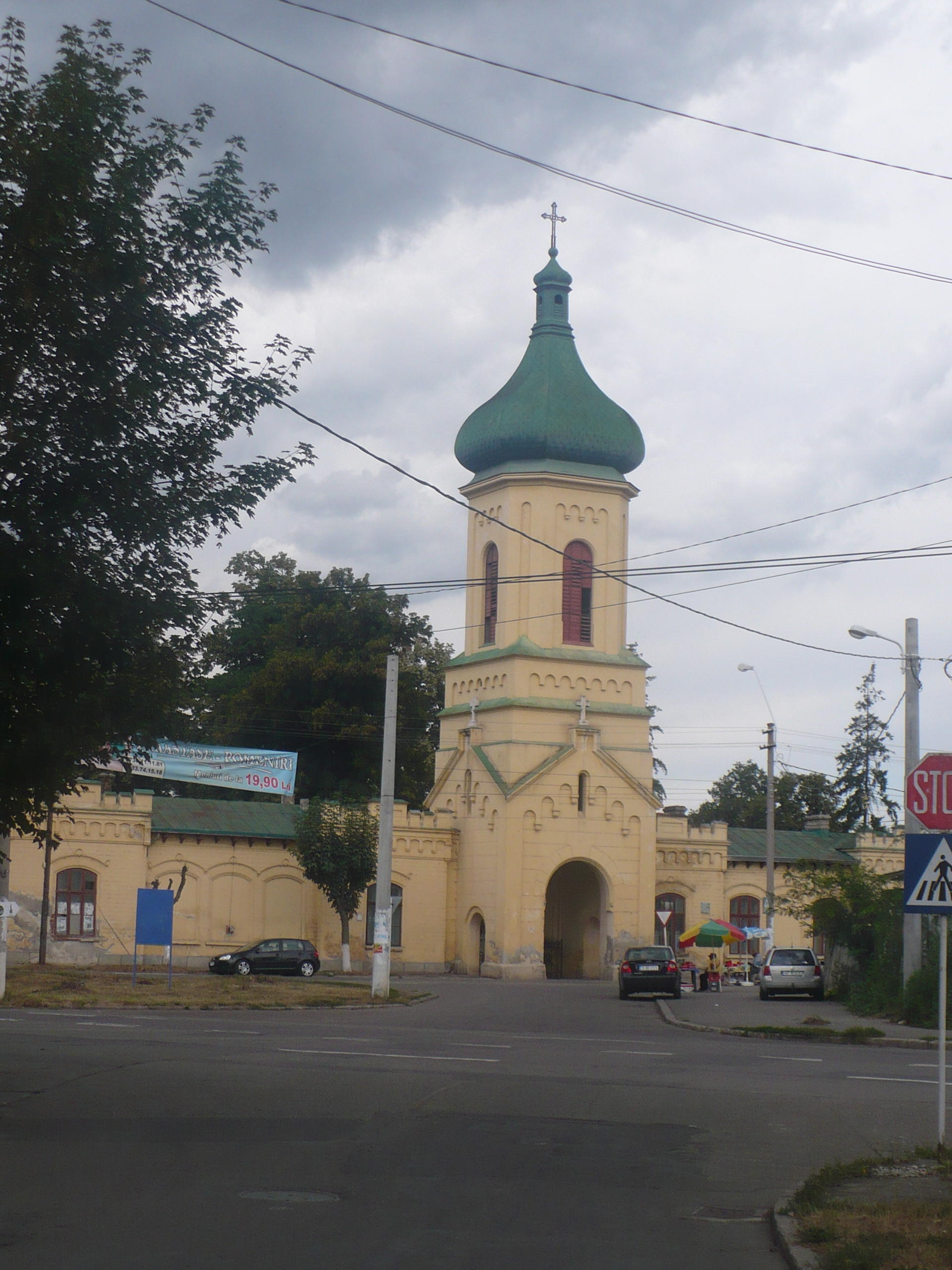
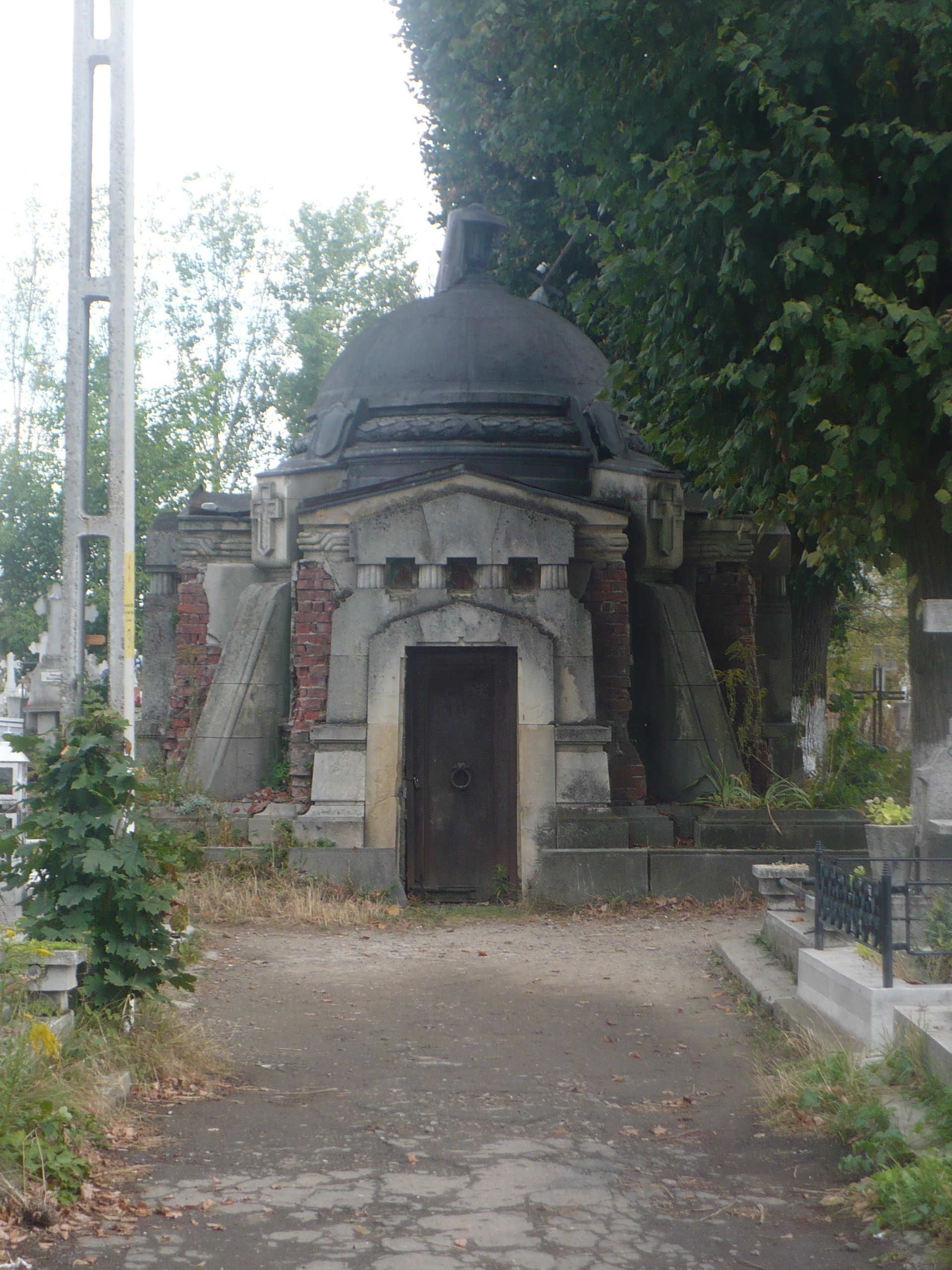
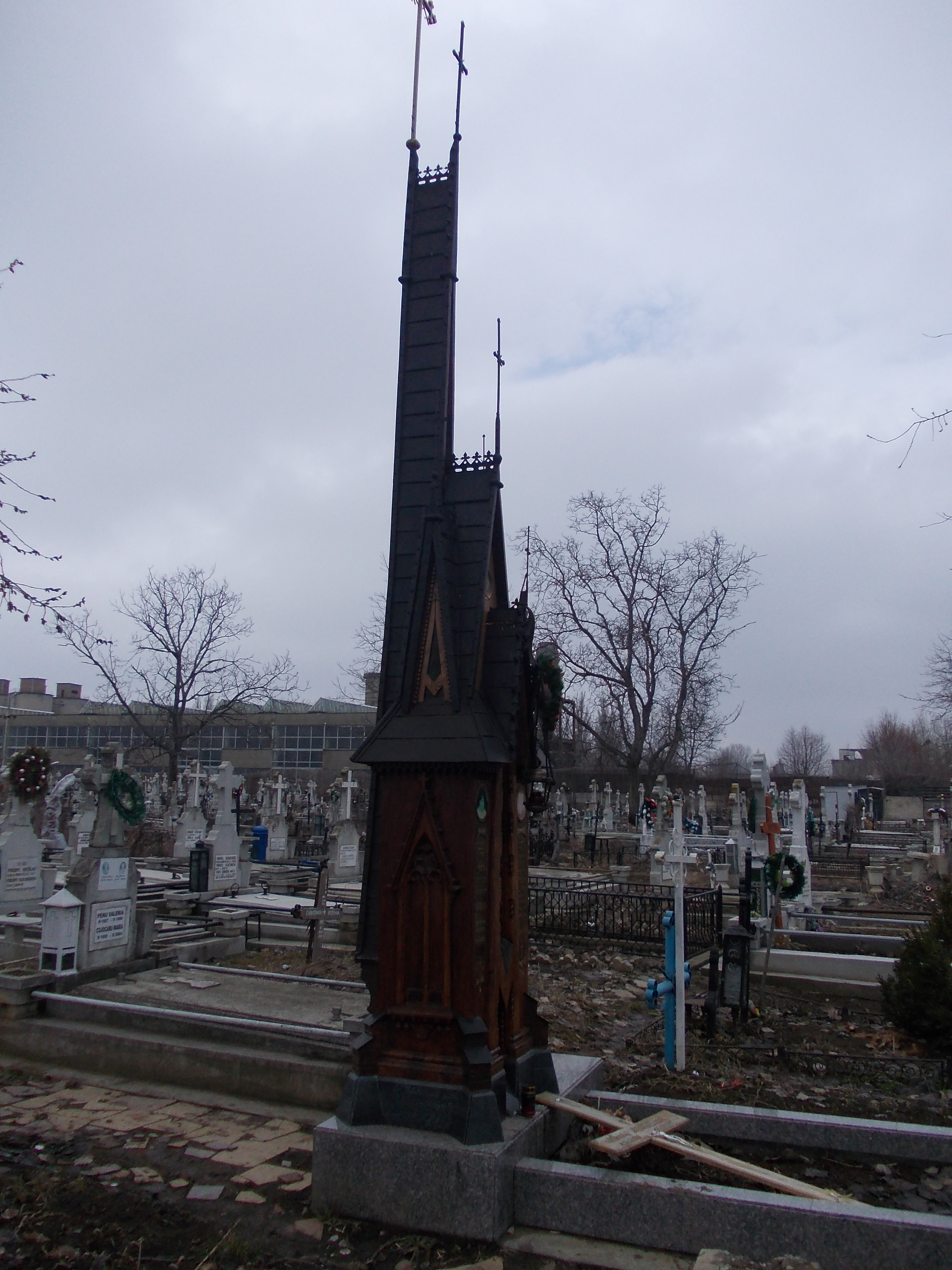
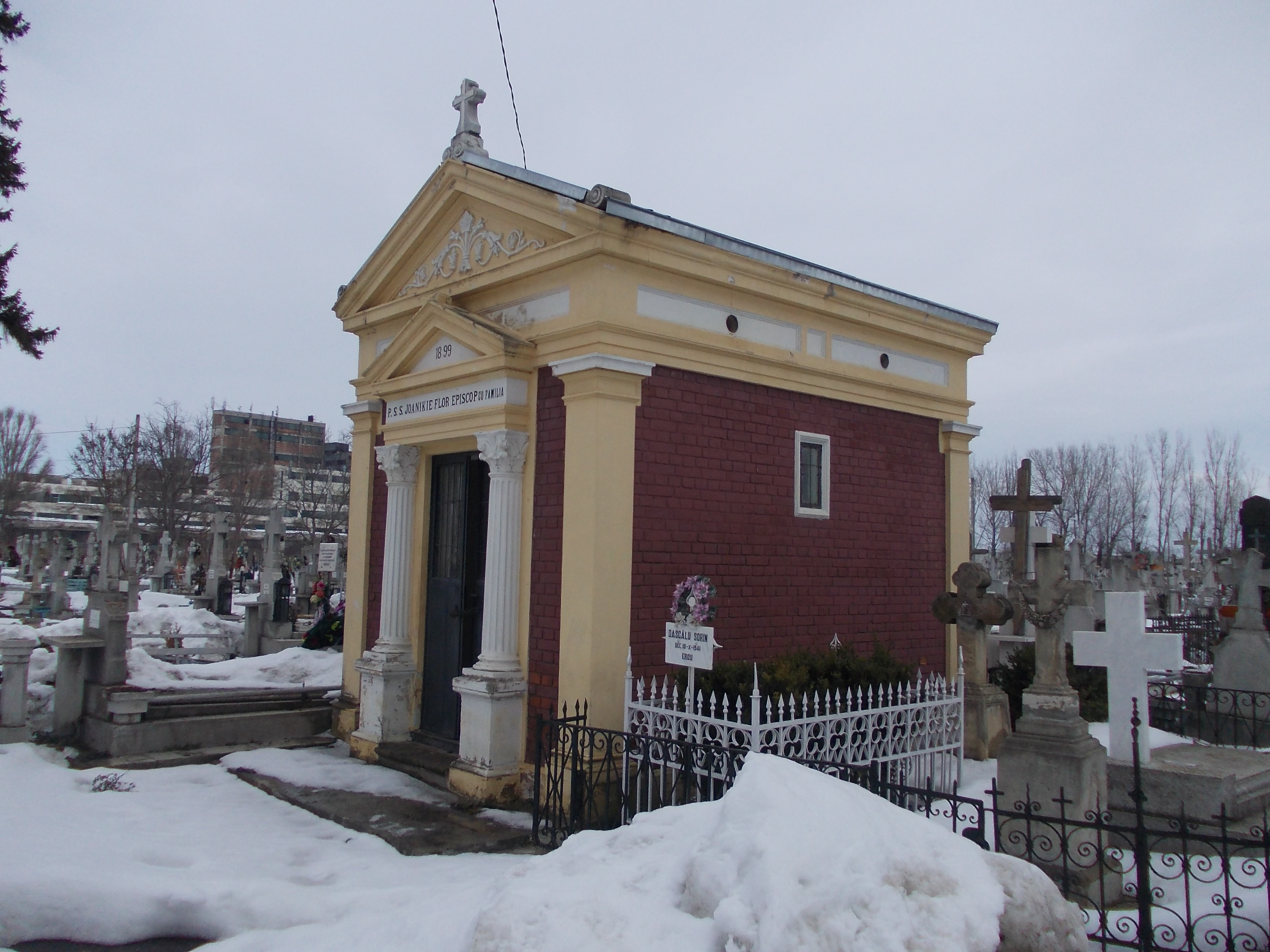
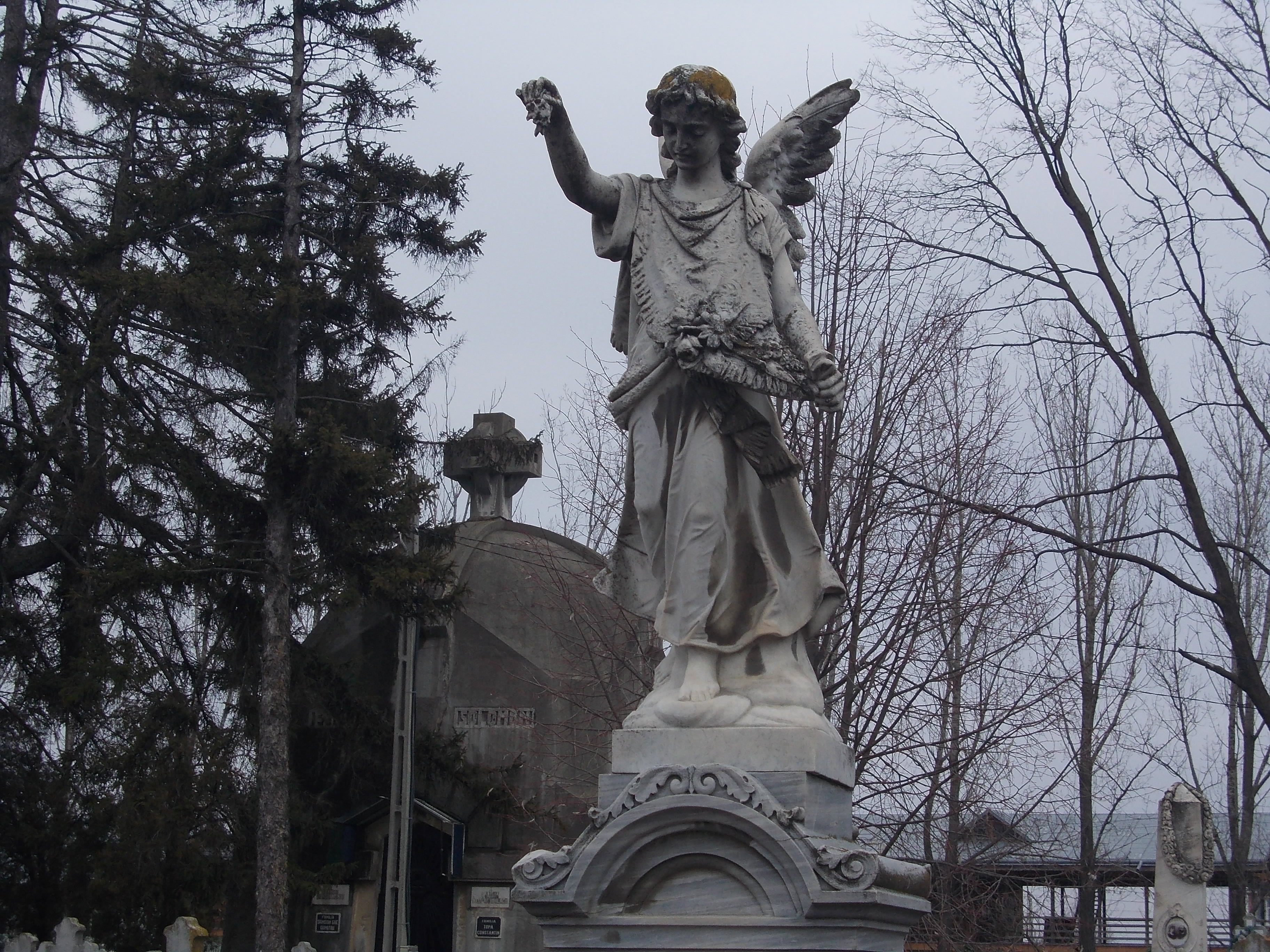